# Charles Van de Put
Charles-Emmanuel Van de Put (Berchem, 25 december 1931) was een Belgisch senator.

## Levensloop
Van de Put werd raadgever bij de Université Catholique de Louvain en voerde er een studie uit over het wetenschapspark van Louvain-la-Neuve. Hij moedigde hierbij de idee aan van de samenwerking tussen de universiteit en de bedrijven. Ook was hij van 1965 tot 1970 en van 1977 tot 1978 gedelegeerd administrateur van het cultureel centrum van Ukkel. 
Van de Put werd politiek actief voor de PSC en was van maart tot september 1971 verantwoordelijke publieke relaties van de partij. Van 1977 tot 1978 zetelde hij in de Belgische Senaat als rechtstreeks gekozen senator voor het arrondissement Brussel en daarna was hij van 1978 tot 1980 gecoöpteerd senator. Van 1980 tot 1981 zetelde hij in opvolging van Fernand Herman in de Kamer van volksvertegenwoordigers. Door het toen bestaande dubbelmandaat zetelde hij van 1977 tot 1980 ook in de Cultuurraad voor de Franse Cultuurgemeenschap en van 1980 tot 1981 in de Franse Gemeenschapsraad, waar hij PSC-fractieleider was. Tevens was hij voorzitter van de federatie van PSC-mandatarissen van het arrondissement Brussel.
Bovendien was hij van 1977 tot 1988 gemeenteraadslid en schepen van cultuur in Ukkel en zetelde hij in de Brusselse Agglomeratieraad. Daarnaast was hij van 1978 tot 1981 vertegenwoordiger van de Belgische regering bij de Algemene Vergadering van de Verenigde Naties en administrateur van de Brusselse Vereniging van Steden en Gemeenten.

## Publicatie
- Louvain-la-Neuve: Le parc, vingt ans après, 1995.